# Fever (canción de Dua Lipa y Angèle)
«Fever» es una canción de la cantante albanobritánica Dua Lipa y la cantante belga Angèle . Se lanzó el 30 de octubre de 2020 a través de Warner Records.

## Antecedentes y lanzamiento
Lipa y Angèle comenzaron a anunciar el lanzamiento de su colaboración en las redes sociales el 23 de octubre de 2020. El 26 de octubre de 2020, Lipa anunció formalmente que su colaboración se llamaría «Fever» y que estaba programada para el 30 de octubre de 2020. Junto con su anuncio la cantante compartió la portada y un enlace para pre-guardarla en los servicios de transmisión. El tema marca la primera canción en inglés de Angèle.

## Música y letras
«Fever» es una canción dance pop y deep house con un pulso Afrobeat. Comienza con sintetizadores tropicales, y presenta melodías digitales y percusión dinámica que incluye aplausos y sonidos rápidos. La canción se canta en inglés y francés, con Lipa interpretando un falsete en el coro. Líricamente, la canción trata sobre el calor y el nerviosismo en torno a un interés amoroso.

## Video musical
El video musical se filmó en Shoreditch, East London el 14 de octubre de 2020 en un restaurante. Al día siguiente, el periódico The Sun informó que Lipa había incumplido con las normas sanitarias por pandemia de COVID-19, y que el set de grabación fue allanado por la policía después de las quejas de los residentes allí. Posteriormente, Lipa denunció al periódico amenazando con emprender acciones legales, comentando en una nota que los informes del periódico eran completamente falsos.

## Créditos y personal
Créditos adaptados de Tidal.
- Dua Lipa - voz
- Angèle - voz.
- Josh Gudwin - mezcla
- Chris Gehringer -  masterización
- Ian Kirkpatrick - producción, ingeniería, programación
- Tristan Salvati -  producción adicional, ingeniería, producción vocal, programación adicional, teclados, persecución

## Posicionamiento en listas
| Listas (2020)                        | Mejor posición |
| ------------------------------------ | -------------- |
| Alemania (Official German Charts)    | 85             |
| Bélgica (Ultratop 50) Flanders       | 1              |
| Bélgica (Ultratop 50) Wallonia       | 1              |
| CIS (Tophit)                         | 59             |
| Croacia (HRT)                        | 20             |
| Canadá (Canadian Hot 100)            | 79             |
| Escocia (Official Charts Company)    | 64             |
| Eslovaquia (Radio Top 100)           | 72             |
| Estados Unidos (Digital Songs Sales) | 31             |
| Europa Digital Songs (Billboard)     | 7              |
| Francia (SNEP)                       | 1              |
| Hungría (Single Top 40)              | 3              |
| Irlanda (IRMA)                       | 36             |
| Lituania (AGATA)                     | 39             |
| Nueva Zelanda (RMNZ)                 | 11             |
| Portugal (AFP)                       | 104            |
| Reino Unido (UK Singles Chart)       | 79             |
| Rumania (Airplay 100)                | 48             |
| Rusia Airplay (Tophit)               | 77             |
| Suiza (Schweizer Hitparade)          | 9              |

## Certificaciones
| País (organismo certificador) | Certificación | Unidades certificadas |
| ----------------------------- | ------------- | --------------------- |
| Bélgica (BEA)                 | Platino       | 40 000                |
| Francia (SNEP)                | Oro           | 100 000               |

## Historial de lanzamiento
| País   | Fecha                 | Formato                     | Discográfica   | Ref    |
| ------ | --------------------- | --------------------------- | -------------- | ------ |
| Varios | 29 de octubre de 2020 | Descarga digital, streaming | Warner Records | [ 39 ] |